# 棘鯊
棘鯊（學名：Echinorhinus brucus）是軟骨魚綱角鯊目笠鱗鮫科棘鯊屬下的一種，表面佈滿像棘的小齒。

## 特徵
棘鯊的身體呈長圓柱體，表面佈滿像棘的小齒，沒有臀鰭，兩條細少的背鰭在背部很後的位置，五對鰓裂。牠們最大可以生長至3.1米。

## 分佈
棘鯊分佈在由美國喬治亞州至緬因州及阿根廷的西大西洋、由南非北部示挪威的東大西洋、地中海、莫桑比克、近阿曼的阿拉伯海、南印度及斯里蘭卡的印度洋、近日本本州的太平洋、南澳洲及新西蘭。

## 習性
棘鯊是生活在深海的鯊魚，一般會在海底的18至900米水深處。牠們以細小的鯊魚、硬骨魚及蟹為食。牠們是卵胎生的，每胎約有24頭幼鯊。

## 經濟利用
可做為遊釣魚。

## 外部連結
- Elasmo Research（页面存档备份，存于）